# Magnolia cylindrica
Espèce
Synonymes
- Yulania cylindrica

Statut de conservation UICN

 VU B2ab(iii) : Vulnérable
Magnolia cylindrica est une espèce de plantes à fleurs de la famille des Magnoliacées. C'est un arbre endémique de Chine.

## Description
C'est un arbre.

## Répartition et habitat
Cette espèce est endémique de Chine où elle est présente dans les provinces d'Anhui, Fujian, Jiangxi et Zhejiang.